# Ripalta Cremasca
Ripalta Cremasca é uma comuna italiana da região da Lombardia, província de Cremona, com cerca de 3.062 habitantes. Estende-se por uma área de 11 km², tendo uma densidade populacional de 278 hab/km². Faz fronteira com Capergnanica, Credera Rubbiano, Crema, Madignano, Moscazzano, Ripalta Arpina, Ripalta Guerina.

## Demografia
| Variação demográfica do município entre 1861 e 2011                               |
|                                                                                   |
| Fonte: Istituto Nazionale di Statistica (ISTAT) - Elaboração gráfica da Wikipedia |